# Karumalloor
Karumalloor es una ciudad censal situada en el distrito de Ernakulam en el estado de Kerala (India). Su población es de 29805 habitantes (2011). Se encuentra a 24 km de Cochín y a 50 km de Thrissur.

## Demografía
Según el censo de 2011 la población de Karumalloor era de 29805 habitantes, de los cuales 14452 eran hombres y 15353 eran mujeres. Karumalloor tiene una tasa media de alfabetización del 93,96%, inferior a la media estatal del 94%: la alfabetización masculina es del 96,70%, y la alfabetización femenina del 91,41%.